# Interpreta a Manuel de Falla
Paco de Lucía interpreta a Manuel de Falla – ósmy studyjny album hiszpańskiego kompozytora i gitarzysty Paco de Lucii. W związku z pozytywnym odbiorem poprzedniego albumu muzyka, pomimo wspólnego koncertowania z Carlosem Santaną, Paco zdołał znaleźć czas na przedstawienie własnej wizji muzyki Manuela de Falli.
De Lucía postanowił zaczerpnąć z dorobku kadyksyjskiego kompozytora te utwory, które najlepiej nadają się na nadanie im charakteru flamenco. Artysta sięgnął po balety El amor brujo i Trójkątny kapelusz, oraz po jednym utworze z opery La Vida Breve i Siete Canciones Populares Españolas. Paco stwierdził, że: "moją intencją nie było umieszczenie siebie w świecie muzyki klasycznej. Moim celem była próba powrotu muzyki de Falli do jej korzeni". W nagraniu krążka oprócz Paco wzięli udział jego bracia Ramón de Algeciras (gitara) i Pepe de Lucía (wokal), oraz zespół Dolores: Pedro Ruy-Blas (bębny), Jorge Pardo (flet), Brazylijczyk Rubem Dantas (perkusja), Alvaro Yebenes (gitara basowa). Dwa lata później – w 1980 roku – Yebenes został zastąpiony przez Carlesa Benaventa, formując w ten sposób legendarny skład grupy Paco de Lucía Sextet.

## Lista utworów
Wszystkie utwory skomponowane przez Manuel María de los Dolores Falla y Matheu (Manuel de Falla)
| 1.  | "Danza de los Vecinos" (Trójkątny kapelusz)  | 3:09  |
|     |                                              |       |
| 2.  | "Danza ritual del fuego" (El Amor Brujo)     | 4:24  |
|     |                                              |       |
| 3.  | "Introducción y pantomima" (El Amor Brujo)   | 2:59  |
|     |                                              |       |
| 4.  | "El Paño Moruno" (Siete Canciones Populares) | 1:27  |
|     |                                              |       |
| 5.  | "Danza del Molinero" (Trójkątny kapelusz)    | 3:04  |
|     |                                              |       |
| 6.  | "Danza" (La Vida Breve)                      | 3:24  |
|     |                                              |       |
| 7.  | "Escena" (El Amor Brujo)                     | 1:25  |
|     |                                              |       |
| 8.  | "Canción del fuego fatuo" (El Amor Brujo)    | 4:05  |
|     |                                              |       |
| 9.  | "Danza del terror" (El Amor Brujo)           | 1:48  |
|     |                                              |       |
| 10. | "Danza de la Molinera" (Trójkątny kapelusz)  | 4:01  |
|     |                                              |       |
|     |                                              | 29:46 |
|     |                                              |       |

## Personel
Paco de Lucía – gitara flamenco

Ramón de Algeciras – gitara flamenco

Pepe de Lucía – śpiew

Alvaro Yebenes – gitara basowa

Rubem Dantas – perkusja

Jorge Pardo – flet

Pedro Ruy-Blas – bębny

José Díaz Auñón – inżynier dźwięku

Agustín Peinado – inż. dźwięku

Alfredo Garrido – dyrektor muzyczny

Faustino Núñez – wkładka muzyczna

Fernández Shaw – autor tekstu

José Torregrosa – dyrektor muzyczny

Máximo Moreno – projekt